# Хоккей на траве на летних Олимпийских играх 2020 — квалификация
Квалификация на турнир в хоккее на траве на летних Олимпийских играх 2020 пройдёт с августа по ноябрь 2019. По её результатам в Играх примут участие 24 команды (по 12 у мужчин и женщин).

## Мужчины

### Квалифицированные команды
| Турнир                              | Дата                         | Место проведения | Квота | Страны                                                                 |
| ----------------------------------- | ---------------------------- | ---------------- | ----- | ---------------------------------------------------------------------- |
| Принимающая страна                  | н/д                          | н/д              | 1     | Япония                                                                 |
| Азиатские игры 2019                 | 19 августа — 1 сентября 2019 | Джакарта         | 0     | —                                                                      |
| Панамериканские игры 2019           | 30 июля — 10 августа 2019    | Лима             | 1     | Аргентина                                                              |
| Африканский квалификационный турнир | 12 — 18 августа 2019         | Стелленбос       | 1     | ЮАР                                                                    |
| Чемпионат Европы 2019               | 16 — 24 августа 2019         | Антверпен        | 1     | Бельгия                                                                |
| Кубок Океании 2019                  | 5 — 8 сентября 2019          | Рокгемптон       | 1     | Австралия                                                              |
| Олимпийский квалификационный турнир | 23 октября — 3 ноября 2019   | н/д              | 7     | Канада Индия Нидерланды Новая Зеландия Испания Германия Великобритания |
| Всего                               |                              |                  | 12    |                                                                        |

## Женщины

### Квалифицированные команды
| Турнир                              | Дата                         | Место проведения | Квота | Страны                                                         |
| ----------------------------------- | ---------------------------- | ---------------- | ----- | -------------------------------------------------------------- |
| Принимающая страна                  | —                            | —                | 1     | Япония                                                         |
| Азиатские игры 2019                 | 19 августа — 1 сентября 2019 | Джакарта         | 0     | —                                                              |
| Панамериканские игры 2019           | 29 июля — 9 августа 2019     | Лима             | 1     | Аргентина                                                      |
| Африканский квалификационный турнир | 12 — 18 августа 2019         | Стелленбос       | 1     | ЮАР                                                            |
| Чемпионат Европы 2019               | 17 — 25 августа 2019         | Антверпен        | 1     | Нидерланды                                                     |
| Кубок Океании 2019                  | 5 — 8 сентября 2019          | Рокгемптон       | 1     | Новая Зеландия                                                 |
| Олимпийский квалификационный турнир | 25 октября – 3 ноября 2019   | н/д              | 7     | Австралия Китай Индия Испания Германия Великобритания Ирландия |
| Всего                               |                              |                  | 12    |                                                                |